# James DeMonaco
James DeMonaco (Brooklyn, 1969. október 12. –) amerikai forgatókönyvíró, rendező és producer.
Ő alkotta meg A megtisztulás éjszakája (angolul The Purge) horrorfilmes sorozatot, mind az öt részben forgatókönyvíróként közreműködve. Az első három filmnek – A bűn éjszakája (2013), A megtisztulás éjszakája: Anarchia (2014), A megtisztulás éjszakája: Választási év (2016) – a rendezését is elvállalta.
Első forgatókönyvét a Francis Ford Coppola által rendezett Jack (1996) című filmvígjátékhoz írta, melynek főszereplője Robin Williams volt.

## Élete és pályafutása
Brooklyn és Staten Island rossz hírű környékein nőtt fel, olasz származású családban. Később Párizsba költözött és nyolc évig itt élt.

## Filmográfia

### Film
| Év   | Magyar cím                              | Eredeti cím              | Feladatkör | Feladatkör | Feladatkör | Megjegyzések                         |
| Év   | Magyar cím                              | Eredeti cím              | Rendező    | Író        | Producer   | Megjegyzések                         |
| ---- | --------------------------------------- | ------------------------ | ---------- | ---------- | ---------- | ------------------------------------ |
| 1996 | Jack                                    | Jack                     | Nem        | Igen       | Nem        | társíró: Gary Nadeau                 |
| 1998 | Nincs alku                              | The Negotiator           | Nem        | Igen       | Nem        | társíró: Kevin Fox                   |
| 2005 | A 13-as rendőrőrs                       | Assault on Precinct 13   | Nem        | Igen       | Koproducer |                                      |
| 2006 | Vérfarkasok                             | Skinwalkers              | Nem        | Igen       | Nem        | társíró: Todd Harthan és James Roday |
| 2009 |                                         | Staten Island            | Igen       | Igen       | Nem        |                                      |
| 2013 | A bűn éjszakája                         | The Purge                | Igen       | Igen       | Nem        |                                      |
| 2014 | A megtisztulás éjszakája: Anarchia      | The Purge: Anarchy       | Igen       | Igen       | Nem        |                                      |
| 2016 | A megtisztulás éjszakája: Választási év | The Purge: Election Year | Igen       | Igen       | Nem        |                                      |
| 2018 | A megtisztulás éjszakája: A sziget      | The First Purge          | Nem        | Igen       | Vezető     |                                      |
| 2021 | Megtisztulás éjjel-nappal               | The Forever Purge        | Nem        | Igen       | Igen       |                                      |
| 2021 |                                         | This Is the Night        | Igen       | Igen       | Nem        |                                      |

### Televízió
| Év        | Magyar cím              | Eredeti cím              | Feladatkör | Feladatkör      | Megjegyzések                           |
| Év        | Magyar cím              | Eredeti cím              | Író        | Vezető producer | Megjegyzések                           |
| --------- | ----------------------- | ------------------------ | ---------- | --------------- | -------------------------------------- |
| 1999      |                         | Ryan Caulfield: Year One | Nem        | Igen            | sorozat megalkotója                    |
| 2005      |                         | HBO First Look           | Nem        | Nem             | - dokumentumsorozat - színész (önmaga) |
| 2005      |                         | Hate                     | Nem        | Igen            | tévéfilm                               |
| 2007      | Kutyaszorítóban         | The Kill Point           | Igen       | Igen            | megalkotó                              |
| 2009      | Ütközések               | Crash                    | Igen       | Igen            |                                        |
| 2018–2019 | Vérfagyasztó történetek | Haunted                  | Nem        | Igen            |                                        |
| 2018–2019 |                         | The Purge                | Igen       | Igen            | megalkotó                              |

## Fordítás
- Ez a szócikk részben vagy egészben  a   James DeMonaco című angol Wikipédia-szócikk ezen változatának fordításán alapul.  Az eredeti cikk szerkesztőit annak laptörténete sorolja fel. Ez a jelzés csupán a megfogalmazás eredetét és a szerzői jogokat jelzi, nem szolgál a cikkben szereplő információk forrásmegjelöléseként.